# Прах Анджели (фільм)
«Прах Анджели» (англ. Angela's Ashes) — ірландсько-америанський фільм 1999 року, знятий режисером Аланом Паркером по однойменним мемуарам Френка Маккорта.

## Сюжет
Бруклін, 1935 рік. У сім'ї емігрантів МакКуртів народилася дівчинка після чотирьох хлопчиків. Назвали Маргарет, але прожила вона лише кілька днів. Її брати, старший Френсіс, Олівер, Юджин, Маллох, їх батько Маллох МакКурт (Карлайл) і мати Анджела (Уотсон) живуть в страшних злиднях. Сусідка місіс Лейбовіц жила поверхом вище і зрідка виручала дітей тарілкою супу. Тітоньки зібрали гроші і відправили всіх назад до Ірландії, де не було роботи, а люди вмирали від голоду і злиднів. Хлопчику Френку, від імені якого ведеться розповідь, було тоді шість років. Іноді глядач чує його закадровий голос, що розповідає, як пройшло його дитинство до 16 років, коли йому вдалося накопичити грошей, щоб виїхати в Америку. Тема його дорослішання є основною темою картини. Немає сенсу переказувати її зміст — тоді б анотація зайняла цілий том…

## Актори
- Емілі Уотсон — Анджела Маккорт
- Роберт Карлайл — Малахій Маккорт
- Девон Мюррей — молодий Малахій
- Джо Брін — Френк в дитинстві
- Кіаран Оуенс — Френк в середньому дитячому віці
- Майкл Лідж — Френк в підлітковому віці
- Ронні Мастерсон — бабуся Шихан
- Полін Маклін — Аджи
- Керрі Кондон — Тереза
- Алан Паркер (камео) — доктор Кембел

## Виробництво
Хоча зйомки були у в Лімерик, багато вуличних сцен були зняті в Корк. Наприклад, сцена «блоха у в матраці» була знята на вулиці Фаррен, Корк, Блекпул та інші сцени знімалися в будівлях компанії Рош, LR-Джон-стріт, і вулиці Барак.

## Саундтрек
Саундтрек до фільму в був написаний і записаний Джоном Вільямсом, і має пісні Біллі Холідея і Сінейда О'Коннора. Вільямс був номінований на Оскар за найкращий оригінальний саундтрек у 2000 році за його партію.

## Цікаві факти
- «Прах Анджели» заробив в кінопрокаті США трохи більш $ 13 млн, тоді як виробничий бюджет фільму оцінювався в $ 50 мільйонів[2][3][4].

Попіл Анджели в даний час займає 52 % 'гнилого' рейтингу на відгуки в сукупності на сайті Rotten Tomatoes, і консенсус "Незважаючи на його спроби, щоб точно записати мемуари Френка Маккорта, екранна адаптація не в змозі охопити будь-яку з драм або гумору його життя "(при тому, що рейтинг аудиторії значно вище, на 82 %.)

## Нагороди та номінації
- 1999 рік — Номінація на премію «Оскар» за найкращу музику.
- 1999 рік — Номінація на премію «Золотий глобус» за найкращу музику до фільму.
- 1999 рік — Номінація на премію «BAFTA» за найкращу операторську роботу.
- 1999 рік — Номінація на премію BAFTA за найкращу роботу художника-постановника.
- 1999 рік — Номінація на премію BAFTA за найкращу жіночу роль (Емілі Уотсон).
- 2001 рік — Номінація на премію «Імперія» за найкращий британський фільм.